# Wapen van Wieringermeer

Wapen van de voormalige gemeente Wieringermeer.

Het wapen van Wieringermeer werd op 14 juli 1954 aan de Nederlandse gemeente Wieringermeer toegekend. Het wapen heeft dienstgedaan tot 2012, toen de gemeente opging in de fusiegemeente Hollands Kroon.

## Geschiedenis
De Wieringermeer werd als eerste polder door ingenieur Lely drooggelegd. De polder kwam op 21 augustus 1930 droog te liggen, en elf jaar later, op 1 juli 1941, werd de polder een zelfstandige gemeente. Nog tijdens de oorlog brak de bezetter de dijken door, en eind 1945 viel het land opnieuw droog.
In het wapen worden deze gebeurtenissen uitgebeeld. Het eerste kwartier toont het persoonlijke wapen van ir. Lely: een zilveren fleur-de-lys op een blauw veld. Alle nieuwe gemeentes in de IJsselmeerpolders hebben de lelie in hun wapen opgenomen. De twee kwartieren daaronder vertonen beide een vis met de staart naar het wapen van Lely, dit staat symbool voor het terugdringen van de zee door Lely. Het vierde kwartier staat symbool voor het Duitse bombardement, waardoor de polder opnieuw onder water kwam te staan gedurende de oorlog. De zeemeerminnen symboliseren het veroverde gebied dat ooit tot de zee behoorde.

## Blazoenering
De officiële beschrijving van het wapen gaat als volgt:
Schuingevierendeeld: I in azuur een lelie van zilver; II in goud een zwemmende zeevis van azuur, gevind en gestaart van keel, boven en beneden vergezeld van een vierarmige zeester van hetzelfde; III in goud een omgewende zeevis van azuur, gevind en gestaart van keel, boven en beneden vergezeld van een vierarmige zeester van hetzelfde; IV in azuur een springende granaat van goud. Het schild gedekt met een gouden kroon van 3 bladeren en 2 paarlen en ter weerszijden gehouden door een zeemeermin in natuurlijke kleur, met de vrije hand de staart vasthoudend.
Het wapen is diagonaal gevierendeeld. Het eerste deel is blauw van kleur met daarop een zilveren lelie. Het tweede deel is goud van kleur met daarop een blauwe zeevis. De staart en vin van de vis zijn rood. Onder en boven de vis zijn rode vierarmige zeesterren geplaatst. In het derde deel eenzelfde voorstelling, echter deze vis is omgewend: de vis kijkt naar links, voor de kijker rechts. Het vierde deel is blauw met daarop een gouden ontploffende granaat; uit de granaat komen vlammen. Het schild wordt gedekt door een gouden kroon bestaande uit drie bladeren met daartussen twee parels.
De schildhouders zijn twee zeemeerminnen van natuurlijke kleur, beide houden met één hand het schild vast en met de vrije hand hun staart.

## Vergelijkbare wapens
De volgende wapens zijn op symbolische gronden vergelijkbaar met dat van Wieringermeer: de Franse lelie staat in deze wapens niet symbool voor de Heilige Maagd Maria maar voor Ir. Lely.

Wapen van Flevoland
Het wapen van Fleverwaard
Wapen van Almere
Wapen van Dronten
Wapen van Lelystad
Wapen van Noordoostpolder